# حفلة الوحش (أغنية)
«حفلة الوحش» هي أغنية كتبها المغني الكندي ذا ويكند، من ألبومه الثالث في الاستوديو ستاربوي (2016). تم إصدارها في 18 نوفمبر، 2016، كأغنية ترويجية مع أغنية «أشعر أنه يأتي»، التي تضم الثنائي الإلكتروني الفرنسي دافت بانك. تم إرسالها لاحقاً إلى الراديو المعاصر الحضري في الولايات المتحدة في 6 ديسمبر 2016، باعتبارها الأغنية المنفردة الثالثة للألبوم. تحتوي الأغنية على صوت غناء في الخلفية للمغنية وكاتبة الأغاني الأمريكية لانا دل راي.

## الإستخدام في الأعلام
ظهرت الأغنية في الحلقة السابعة من الموسم الثاني (بعنوان «بروس واين») من مسلسل تايتنز.